# 西遊記 (2006年のテレビドラマ)
『西遊記』（さいゆうき）は、フジテレビ系列の『月9』枠で2006年1月9日から3月20日（3月27日は総集編を放送）まで毎週月曜日 21:00 - 21:54（以下すべてJST）に放送されていた日本のテレビドラマ。主演は香取慎吾。
ハイビジョン制作の1話完結形式で全11話。2007年1月2日から3日にかけてフジテレビ他で再放送がされた。
連続ドラマ化されたのは、1978年 - 1980年の堺正章主演『西遊記』『西遊記II』（日本テレビ）、1994年の唐沢寿明主演『西遊記』（日本テレビ）に続いて3作目で、単発の1993年の本木雅弘主演『西遊記』（日本テレビ）も含めると4作目のドラマ化である。
2007年7月14日にこのドラマの劇場版が公開された。

## 内容
中国の古典小説『西遊記』をモチーフにしながらも、大胆に内容が改編され、名前はそのままでも登場人物の設定が変更されたキャラクターや完全なオリジナルキャラクターがほとんどで、西遊記を原案として脚色されたオリジナル作品的な趣が強い。
一番弟子から三番弟子という概念は薄く、三弟子は対等の仲間として扱われている。一番目に弟子になったのは沙悟浄で孫悟空は最後に仲間に加わったという設定。孫悟空の筋斗雲は雲ではなく、通常は小さな羽根の形をしており使用する際に懐から取り出すアイテムとして描写されている。また三蔵法師の愛馬玉龍（初代西遊記では普段は馬だが人間の姿にもなる玉龍）は今作では登場せず、四人全員徒歩で旅をする。これは最終話において権力の座をむさぼる老僧に対し、自らの足で困難な旅を続けた三蔵法師のような人物こそが立派なのだと孫悟空たちが啖呵を切るクライマックスへの伏線となっていた。
三蔵法師役を女優（深津絵里）が演じる点は、日本テレビで1978年に放送された初代西遊記で故・夏目雅子が演じて以来続く流れを踏襲しており、さらに衣装は夏目が演じた三蔵法師のものに寄せて制作されている。
悟空が仲間のことを「なまか」と呼ぶのは、コメディアンの東八郎が『赤胴鈴之助』のOPを間違えて歌っているのが元ネタ。
最終回には初代西遊記で孫悟空を演じた堺正章が釈迦役でゲスト出演し、釈迦登場時のBGMも初代主題歌であるゴダイゴのMonkey Magicであり、新旧の主人公が本編で共演した。唐沢寿明版の『西遊記（1994年）』以来2度目の天竺を舞台とした最終回であり、西遊記を原作とした日本ドラマで初めて経典を手に入れる描写も含めて描かれた。
主要ロケ地は東郷湖畔にある日本最大の中国庭園「燕趙園」。当初は鳥取砂丘で砂漠のシーンを撮る予定だったが、国立公園である鳥取砂丘の管理機関である環境省からの撮影許可返答までの時間がかかり過ぎたため、オーストラリアで砂漠を含めた大自然シーンの一部の撮影が行われた。
香取慎吾出演のバラエティ『スマステ』で日テレ版『西遊記』で猪八戒を演じた西田敏行がゲストとして出演した際、番組中で本作品で猪八戒を演じていた伊藤淳史へのアドバイスとも言うべきメッセージを送っていた。
最終回の翌週の3月27日に放送された総集編を含んだ特別番組「西遊記ウッキー祭り」で、映画化が決定したことが公表された。2006年5月19日、カンヌ国際映画祭にて映画製作発表が行われた（会場には孫悟空役の香取が衣装で登場）。2007年7月14日公開。制作費10億円。中国ロケを敢行予定。キャストはドラマ版と同じ。内容は「原作の中で最大の敵が出てくる傑作エピソードを使う」とのこと。敵役に金角（鹿賀丈史）・銀角（岸谷五朗）が登場する。「ドラマではやりきれなかったアクションをしっかりしたい（香取）」「ドラマよりもう少し大人のテイストを出したい（フジテレビドラマ製作センター室長）」「アジアのハリーポッターにしたい（映画事業局長）」とのコメントも。

## 評価
視聴率はスタッフの予想を大きく上回り、初回視聴率29%超、月曜日9時枠では久々の全話20%越えをするドラマとなった（2006年放映の連続ドラマの中で平均視聴率が一番高い。また、シリーズの中で最も視聴率が高い）。これは大人とその子供世代の両層に楽しんでもらえていたことが大きく、その結果高視聴率を維持した上で、最終回や特別編においてはアニメーションDVDやゲームソフトなどの通常の月9ドラマ枠では見られないCMも通常の成人向けのCMに加えてオンエアされるなど、本作はゴールデンタイムに放送されたドラマの中でも異例なタイプの成功例となった。
第48回ザテレビジョンドラマアカデミー賞におけるザテレビジョン賞を受賞した。

## 登場人物

### 三蔵一行
孫悟空（そんごくう）
演 - 香取慎吾（SMAP）
石から生まれた石猿。高い戦闘能力を有するが、五百年間、花果山に釈迦如来によって封印されていた。三蔵に解放されて以降、天竺までの旅のお供をすることになる。聞き分けが悪く荒っぽい性格で過去のドラマ版と違い三蔵など目上の人物に敬語を用いる場面はほとんどないが、本来はどんなに裏切られても人を信じ続ける純粋な心の持ち主で、凶悪な妖怪に対しては誰よりも強い正義感を見せる。凛凛とはよく口喧嘩はするが、本当は深く想っている。人間になるのが夢。戦う前に怒りの雄叫びで前髪を逆立てて向かう。映画版では最後、金角大王に立ち向かう際、今までにない怒りの雄叫びで眉毛も金髪になり髪の毛・もみ上げ全部を逆立て向かった。妖怪に対して決め台詞を言うのが、毎回のお約束。
前項でも述べた通り、本作品では原作と過去に映像化されたテレビドラマ版とは異なり、三蔵の一番弟子ではなく三番目の弟子という設定。筋斗雲も雲ではなく羽根の形をしている。孫悟空の武器の一つである。27時間テレビではなぜか筋斗雲になっており、オリジナルサウンドトラックには筋斗雲という曲が収録されている。
72変化の術や分身の術、巨大化、変身といった術はなく、本作品では如意棒や筋斗雲、第1話での敵である牛魔王と虫に変身する力以外の術は披露していない。また石猿という設定ではあるが、火や打撃に極端に弱い。
「仲間」のことを「なまか」と言う癖があるが、これは、昭和のコメディアン、東八郎（Take2・東貴博の父）が「赤胴鈴之助」の主題歌を歌う際に使っていたギャグである（僕らの仲間→僕らのなまか）。ドラマノベライズ・劇場版ノベライズではカタカナで「ナマカ」と表記されている。
沙悟浄（さごじょう）
演 - 内村光良（ウッチャンナンチャン）
本作品では三蔵の一番弟子という設定（本来は三番弟子）。クールでキザで頭は良いが、かなりの女好き（女好きというのは本来猪八戒の設定）。意外とシャイなところもあり、頭の皿を見せるのを恥ずかしがっていつも頭を布で隠している。しかし、面倒見は良く、弟子たちのまとめ役といった感じだが、毒舌なために周りから顰蹙を買うこともある。元は混世魔王の配下で多くの人間を手にかけてきたという暗い過去を持ち、天竺へ行く目的はその罪を償うため。金魚とは混世魔王の配下のころの知り合いで、彼女からは「ごっちん」と呼ばれていた。戦闘能力は悟空に次いで高く、非常に使うのが難しい古武術武具、釵（サイ）を巧みに使ってキレの良いアクションを披露している。ただし頭の皿が弱点で、割られても死にはしないがとてつもなく痛いらしい。
猪八戒（ちょはっかい）
演 - 伊藤淳史
三蔵の二番目の弟子。食いしん坊で泣き虫で損な役回りが多いが、本来は純粋で誰にも負けない勇気の持ち主で我慢強い。猪の一族の子供だったが、豚として生まれたためにいつも皆からいじめられていた。しかし、一族が存亡の危機にあるため、一族を代表して三蔵の弟子となり、天竺を目指す。戦闘能力は他の弟子ほどではないが、かなり嗅覚が良い。
『妖怪の国』の回で、食べると妊娠する不思議な魔力を持った木の実を食べてしまい、男性だが子豚（後に八恵と名付けられる）を出産。
三蔵法師（さんぞうほうし）
演 - 深津絵里
殺伐とした世を救うため、天竺まで三人の弟子を従えて取経の旅に出る。現在の名は法名で、幼名はショウイ。高貴で頑固な人物であるが泣き虫かつ臆病で、周りから責められるとすぐに泣き出してしまい、妖怪の前でも立ちすくんでしまう。また、弟子たちに説教するよりも説教されることの方が多く、頼りなく思われている。その反面、弟子たちに対して厳しくも大らかな心で接するため、彼らからは絶大な信頼を得ている。弟子たちの悪口に対してはどんな状況にあっても怒りを露わにする。なお、劇中では一度だけ歴史改変によってとてつもなく強気で、弟子たちが恐れるほどの性格になったことがある。
母親を混世魔王に殺された過去を持つ。当初はそれを知らずにいたが、混世魔王に明かされたことで妖怪に対する憎しみを抱いてしまい、直後に悟空に詫びるが、悟空からは「妖怪を憎んだっていいんだよ。おっ母さんを殺されて何も感じねえ奴は、心が無え!」と慰められた。

### その他
凛凛（りんりん）
演 - 水川あさみ
原作には登場しないオリジナルキャラクター。三蔵一行の旅先に現われては盗みを働いている。悟空からは「泥棒女」とも呼ばれている。悟空にちょっかいを出したり、悪戯好きといったお転婆で子供っぽいところも。素直ではないため、悟空とは顔を合わせては喧嘩ばかりするが、悟空に対して密かに想いを寄せている一面もあり、本気で結婚を考えたこともある。
実は滅法国の女王・羅刹女の娘でお姫様。人間の母と妖怪の父を両親に持つ、妖怪と人間の混血児。犬嫌いで、犬の妖怪である犬魔将軍を嫌う。悟空を殺し滅法国の王となろうとした犬魔将軍に対し、命を張って悟空を守ろうとした。
混血児だけあって流石に悟空のような純粋な妖怪には劣るものの身体能力は高く、身のこなしは早い。また、劇中で一度重傷を負うが、多少無理をしながらも悟空たちを見送りに出てくる余裕を見せた。
老子（ろうし）
演 - 大倉孝二
原作における天界神太上老君（というより過去作品に度々登場していた土地の神様や天上界の役人といった要素の方が濃い）に相当する。天上界の役人で悟空たちが退治した妖怪を連行するのが役目の老人。それなりの地位を持った人物であるが、スケベで軽い性格な上に臆病なので三蔵の弟子たちからはほとんど尊敬されておらず、悟空からはクソジジイと呼ばれる始末。しかしながら、三蔵たちが牢獄で囚われの身となっている時には助け出したりするなど、三蔵たちのことを陰ながら見守っている心の暖かい人物でもある。

### ゲスト
第一巻 「天竺へ!! 悟空と仲間たちの旅が始まる!!・火の国」
- 仁丹（じんたん） - 角野卓造
- 杏花（きょうか） - 夏帆
- 牛魔王（ぎゅうまおう） - 長江英和
- 幻翼大王（げんよくだいおう） - 木村拓哉（SMAP）

第二巻 「美人姉妹と豚の恋!?・温泉の国」
- 妖泉大王（ようせんだいおう） - 及川光博
- 冬麗（とうれい） - 三浦理恵子
- 春麗（しゅんれい） - 酒井若菜
- 夏麗（かれい） - 金子さやか

第三巻 「再会、母よ! 夢かなう寺の怪・夢の国」
- 円仙（えんせん） - 近江谷太朗
- 獏念和尚（ばくねんおしょう） - 石井愃一
- 恵泉（けいせん） - 伊藤蘭

第四巻 「激辛!! 砂の国の腕ずもう大会・砂の国」
- 金魚（きんぎょ） - 須藤理彩（第十一巻にも出演）
- 岩傑（がんけつ） - 武藤敬司
- お水様（おみずさま） - 半海一晃＝霊感大王（れいかんだいおう）
- 海龍（かいりゅう） - 桑波田達彦
- 漁師 - 岡田賢二、斉藤隆介、荒谷望誉、雷陣明、諏訪間幸平、ブルート一生

第五巻 「悟空がパパになる!?・子供の国」
- 童童（とんとん） - 渕上孔貴
- 純純（じゅんじゅん） - 吉武怜朗
- 明明（みんみん） - 松尾瑠璃
- 雲呑（わんたん） - 松岡和暉
- 紅蟻夫人（こうぎふじん） - 高橋ひとみ

第六巻 「武勇伝!! 新しい仲間・森の国」
- 修周（しゅうしゅう） / 鶏肖魔人（けいしょうまじん） - 成宮寛貴
- 冥蘭（めいらん） - 釈由美子

第七巻 「熟女になった悟空!?・幽霊の国」
- 蓮歌（れんか） - 手塚理美
- 大福（だいふく） - 酒井敏也

第八巻 「タイムスリップ!! 過去への旅・時の国」
- 紅孩児（こうがいじ） - 石井正則

第九巻 「最強妖怪の罠・花の国」
- 混世魔王（こんせいまおう） - 松重豊
- 羅刹女（らせつにょ） - 大地真央（第十巻にも出演）
- 翠玲（すいれい） - いしだあゆみ
- 翠香（すいか） - 菅野莉央
- 典直（てんちょく） - 田窪一世

第十巻 「妖怪の国凛凛の意外な正体!!・滅法国」
- 犬魔将軍（けんましょうぐん） - デビット伊東
- 鶴林（かくりん） - 谷津勲
- 玉英（ぎょくえい） - 眞野裕子

第十一巻（最終回） 「天竺! 愛と勇気と感動の最終回!! 未来へ・天竺」
- 赤雲（せきうん） - 山下真司
- 李玉（りぎょく） - 篠井英介
- お釈迦様 - 堺正章

春休み突入祭り
- 八恵（はっけい） - 深澤嵐

## スタッフ
- 脚本 - 坂元裕二
- 演出 - 澤田鎌作、成田岳、加藤裕将、高木健太郎
- 音楽 - 武部聡志
- 主題歌
  - MONKEY MAJIK「Around The World」
  - 高杉さと美「旅人」
2007年6月 - 7月に一部地域で放映（開始日はバラバラ）された再放送では、映画とタイアップしてこの曲が流れた。
2008年10月13日にテレビ放送された映画のエンディングは劇場版の「ガンダーラ」とは異なり、テレビ版の「Around The World」が用いられた。
- 挿入歌 - ゴダイゴ「Monkey Magic」（最終回のみ）
- 漫画 - 小西紀行『西遊記ヒーローGo空伝!』（小学館刊「月刊コロコロコミック」連載）
- 原案協力 - 佐上靖之、中村美喜子、西巻篤秀（小学館「月刊コロコロコミック」編集部）
- 語り - 永井一郎
- アクションコーディネーター - 竹田道弘（JAE）
- 海外ロケコーディネーター - 大竹崇洋・鈴木富士（CPインターナショナル・オーストラリア）
- 編成 - 立松嗣章、保原賢一郎
- 広報 - 小中ももこ
- 宣伝 - 鈴木文太郎
- VFXコーディネーター - 冨士川祐輔
- プロデュース - 鈴木吉弘、澤田鎌作
- プロデュース補 - 清水一幸、中野利幸
- 協力プロデュース - 菊地裕幸
- 制作 - フジテレビドラマ制作センター
- 制作著作 - フジテレビ

## 放送日程
連続ドラマ
| 各話                                                       | 放送日  | サブタイトル                                  | 演出       | 視聴率 |
| ---------------------------------------------------------- | ------- | --------------------------------------------- | ---------- | ------ |
| 第一巻                                                     | 1月09日 | 天竺へ!! 悟空と仲間たちの旅が始まる!!・火の国 | 澤田鎌作   | 29.2%  |
| 第二巻                                                     | 1月16日 | 美人姉妹と豚の恋!?・温泉の国                  | 澤田鎌作   | 24.8%  |
| 第三巻                                                     | 1月23日 | 再会、母よ! 夢かなう寺の怪・夢の国            | 澤田鎌作   | 23.8%  |
| 第四巻                                                     | 1月30日 | 激辛!! 砂の国の腕ずもう大会・砂の国           | 成田岳     | 22.5%  |
| 第五巻                                                     | 2月06日 | 悟空がパパになる!?・子供の国                  | 成田岳     | 22.1%  |
| 第六巻                                                     | 2月13日 | 武勇伝!! 新しい仲間・森の国                   | 澤田鎌作   | 20.6%  |
| 第七巻                                                     | 2月20日 | 熟女になった悟空!?・幽霊の国                  | 加藤裕将   | 21.2%  |
| 第八巻                                                     | 2月27日 | タイムスリップ!! 過去への旅・時の国           | 成田岳     | 20.9%  |
| 第九巻                                                     | 3月06日 | 最強妖怪の罠・花の国                          | 成田岳     | 20.7%  |
| 第十巻                                                     | 3月13日 | 妖怪の国凛凛の意外な正体!!・滅法国            | 高木健太郎 | 20.5%  |
| 最終巻                                                     | 3月20日 | 天竺! 愛と勇気と感動の最終回!! 未来へ・天竺   | 澤田鎌作   | 24.7%  |
| 平均視聴率 23.2%（視聴率は関東地区・ビデオリサーチ社調べ） |         |                                               |            |        |

スペシャル
|        | 放送日  | サブタイトル                                                                                          | 演出     | 視聴率 |
| ------ | ------- | --- | -------- | ------ |
| 特別巻 | 3月27日 | 春休み突入スペシャル!! 西遊記ウッキー祭り! 悟空も悟浄も八戒も三蔵も! みんなで一緒にGO! WEST・秘密の書 | 加藤裕将 | 20.2%  |

## CD

### 西遊記オリジナルサウンドトラック
| 曲目 | タイトル                      |
| ---- | ----------------------------- |
| 1    | 夢幻                          |
| 2    | 阿吽 Orchestra Op.1           |
| 3    | 凛                            |
| 4    | 筋斗雲                        |
| 5    | Lotus Garden                  |
| 6    | Nirvana                       |
| 7    | 疑心                          |
| 8    | 帰依                          |
| 9    | 花鳥風月                      |
| 10   | てんやわんや                  |
| 11   | 雲海                          |
| 12   | Go West                       |
| 13   | 流転                          |
| 14   | 雫                            |
| 15   | 阿吽                          |
| 16   | 有耶無耶                      |
| 17   | 剣                            |
| 18   | 空                            |
| 19   | 杏仁                          |
| 20   | 天竺                          |
| 21   | 阿吽 Orchestra Op.2           |
| 22   | Around The World/MONKEY MAJIK |

## 書籍
- 西遊記 ドラマノベライズ

## DVD
- DVD-BOX 7枚組（本編6枚+特典ディスク）、発売日：2006年12月15日
  - ※初回（予約）限定：オリジナルピンズセット / 共通：豪華版飛び出す絵本仕様
  - ※特典映像
    - 番宣番組「チビカツはじめてのひとり旅」（2006年1月9日放送）
    - CGメイキング
    - 猪八戒の「西遊記」万歳！（『めざましテレビ』内の番宣コーナー）
    - 西遊記 〜THE MOVIE〜
- DVD単品 VOL.1 - VOL.6、発売日：VOL.1:2007年5月25日・VOL.2 - VOL.6：2007年6月8日